# غفلت (روان‌شناسی)
غفلت (انگلیسی: Neglect) شکلی از سوءاستفاده است و جایی رخ می‌دهد که مجرم، که مسئولیت نگهداری از کسی را دارد که نمی‌تواند از خودش نگهداری کند، در انجام وظیفه‌اش دچار اهمال و غفلت شود.  
غفلت می‌تواند شامل نبود نظارت کافی بر تغذیه یا مراقبت‌های پزشکی و غفلت از انجام سایر نیازهایی باشد که خود قربانی نمی‌تواند برای خودش تأمین کند. این اصطلاح در مورد غفلت از نگهداری از حیوانات، گیاهان و حتی غیرجانداران نیز از سوی کسانی که مسئول نگهداری از موارد پیش‌گفته‌اند، به‌کار می‌رود. غفلت از نیازهای یک کودک می‌تواند اثرات طولانی‌مدتی مانند آسیب‌های جسمانی، عزت نفس پایین، اختلال توجه و رفتار خشونت‌آمیز داشته باشد و حتی باعث مرگ او شود.